# 愛書族

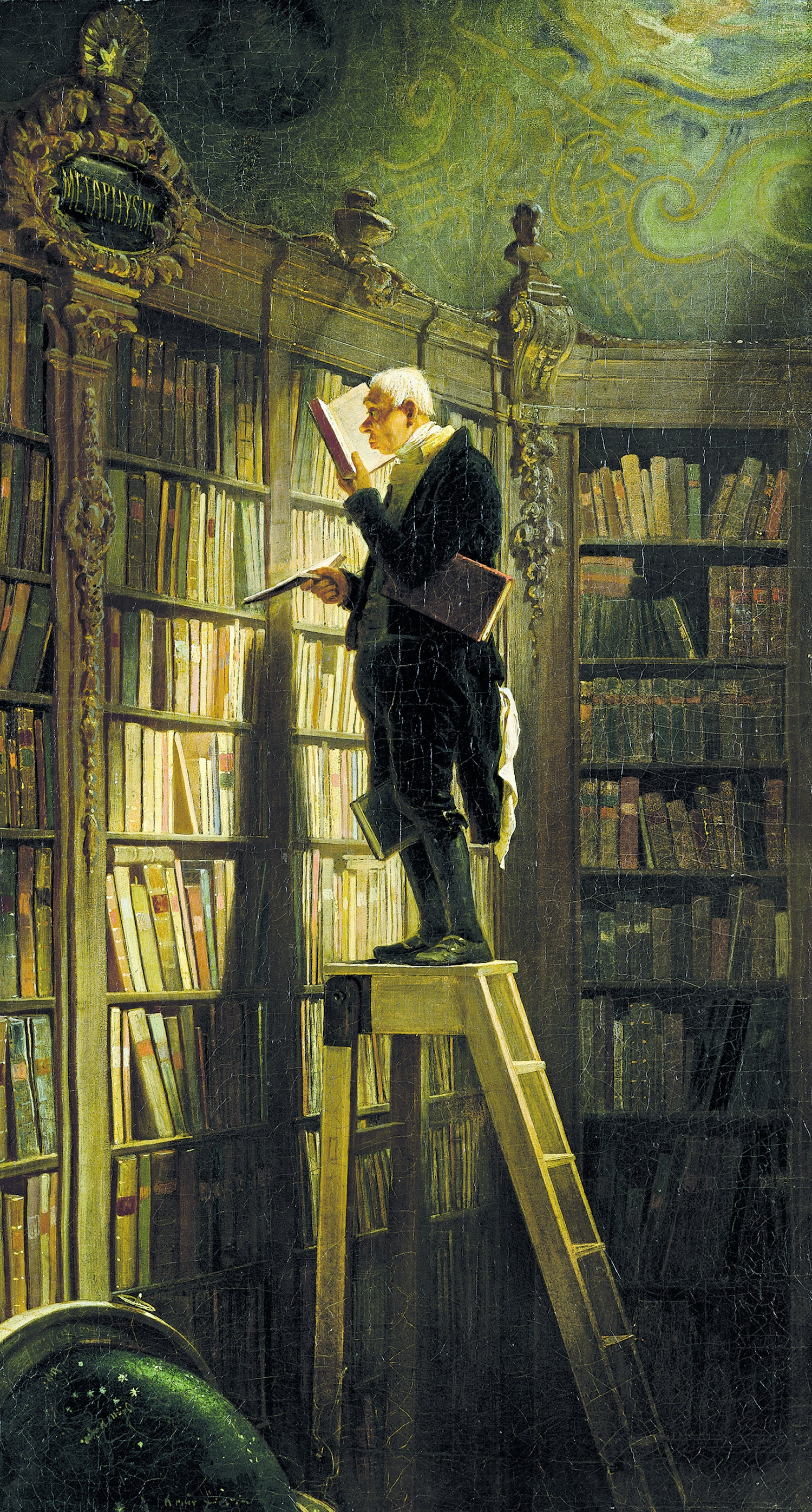
愛書族

爱书族或称“书迷”、“书痴”，（英語：Bibliophilia）是指热爱书籍的人士。如果说读书家一般被定义为喜爱书的内容或喜愛阅读這件事的人士，那爱书族则被定义为单纯喜爱书籍本身的人士，与拥有藏书癖的人不同，爱书族并不一定喜欢收藏书籍。

## 歷史
根据阿瑟·H·明特斯的说法，"私人藏书是许多罗马人，包括西塞罗和阿提库斯，沉迷的一种时尚"。术语 "bibliophile" 于1824年进入英语语言。
前英國王室成員喬治·約翰·斯賓塞和布蘭福德侯爵夫人是著名的爱书族。